# Tolbert Lanston
Tolbert Lanston (Troy, 1844 - Washington, 1913) fou un inventor dels Estats Units. Va desenvolupar un model de màquina de calcular i un dispositiu (monotip) que, a la vegada, componia i fondria els tipus d'impremta, això va constituir un progrés notable a les arts gràfiques. L'invent va ser comercialitzat l'any 1892.